# Тер-Аванесов, Евгений Михайлович
Евгений Михайлович Тер-Аванесов (род. 15 апреля 1959 года, Ашхабад) — советский и российский тренер по лёгкой атлетике, заслуженный тренер России.

## Биография
Родился 15 апреля 1959 года в Ашхабаде, Туркменистан. В 1976 году окончил среднюю школу № 7 г. Ашхабада. В 1980 году окончил факультет иностранных языков и литературы Туркменского государственного университета.
Увлёкся легкой атлетикой ещё в юности, занимался прыжками в длину и тройным. Затем стал работать тренером. В середине 1990-х годов Евгений Михайлович переехал в Москву.
Он подготовил много известных спортсменов, среди которых бронзовый призёр Олимпийских игр 2004 года Даниил Буркеня, чемпион мира в помещении 2014 года Люкман Адамс, чемпион Европы в помещении 2005 года Игорь Спасовходский, призёр чемпионатов мира Анна Пятых, чемпионка Европы в помещении 2005 года Виктория Валюкевич, чемпионка Европы 2010 года Инета Радевича, чемпионка Европы 2006 года Ольга Зайцева и многих других спортсменов.
Член президиума РОО «Федерация легкой атлетики г. Москвы». В настоящее время работает тренером в Центре спортивной подготовки по лёгкой атлетике Москомспорта.
Женат. У него есть две дочери: старшая — Юлия, младшая — Владлена.

## Известные воспитанники
- Даниил Буркеня
- Люкман Адамс
- Игорь Спасовходский
- Инета Радевича
- Ольга Зайцева
- Анна Пятых
- Дмитрий Чижиков